# 佐世保市立天神小学校
佐世保市立天神小学校（させぼしりつ てんじんしょうがっこう）は、長崎県佐世保市天神一丁目にある公立の小学校。

## 概要
歴史
1953年（昭和28年）、当時マンモス校であった佐世保市立福石小学校から分離する形で新設された。2013年（平成25年）に創立60周年を迎えた。
校区
住所表記で「長崎県佐世保市」の後に「東浜町、天神一～三丁目、天神四丁目（一部）、天神五丁目（一部）、大黒町（大黒住宅を除く）」が続く地域。中学校区は佐世保市立崎辺中学校、佐世保市立福石中学校。
校章
校歌
作詞は松本真喜、作曲は松永茂による。歌詞は3番まであり、1番と3番に校名の「天神」が登場する。

## 沿革
- 1953年（昭和28年）4月1日 - 佐世保市立福石小学校から分離する形で「佐世保市立天神小学校」（現校名）が開校。
- 1974年（昭和49年）4月1日 - 佐世保市立天神小学校を分離。

## 交通
最寄りのバス停
- 西肥バス（させぼバスが担当） 「天神小学校入口」バス停

## 周辺
- 佐世保工業高等専門学校
- 長崎県自動車整備振興会県北支所
- 佐世保中央自動車学校
- 佐世保天神郵便局
- 菅原神社
- 東公園

## 関連事項
- 長崎県小学校一覧
- 佐世保市小学校一覧
- 天神小学校